# El Huitchaca
El Huitchaca o Huichaca, (del idioma mayo: "Con espinas") es una congregación del municipio de Etchojoa ubicada en el sur del estado mexicano de Sonora, en la zona del valle del Mayo. Según los datos del Censo de Población y Vivienda realizado en 2020 por el Instituto Nacional de Estadística y Geografía (INEGI), El Huitchaca tiene un total de 683 habitantes.

## Geografía
El Huitchaca se sitúa en las coordenadas geográficas 26°52'53" de latitud norte y 109°41'31" de longitud oeste del meridiano de Greenwich, a una elevación de 12 metros sobre el nivel del mar.